# Évelyne Brochu
Evelyne Marie Léa Cassandre Brochu (Quebec, 17 de novembro de 1983) é uma atriz canadense de cinema, televisão e teatro. Alguns de seus mais proeminentes papéis em língua francesa incluem: Chloé em Inch'Allah, Rose em Café de Flore, Sara em Tom à la ferme, e Stéphanie em Polytechnique.
Em 2013, ela se tornou conhecida por seu papel em língua inglesa como Delphine Cormier, uma cientista francesa na série de TV Orphan Black.

## Vida e Carreira

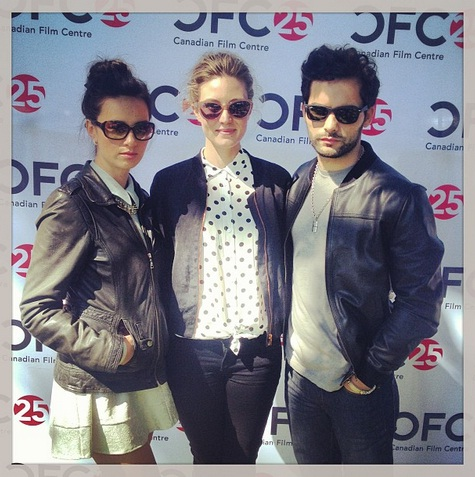
Johnathan Sousa Cara Gee and Evelyne Brochu 2013.

Brochu nasceu Evelyne Marie Léa Cassandre Brochu. Ela cresceu em Pointe-Claire, um subúrbio de Montreal, Canadá. Sua língua nativa é o francês, mas também fala inglês desde nova. Crescendo teve amigos que falavam inglês e aprendeu o inglês na High School de Jean XXIII em Dorval, Quebeque.
Ela diz que um ponto crucial na aprendizagem de Inglês foi quando ela se tornou uma espectadora ávida de Um Maluco No Pedaço quando criança. Seu pai a deixou quando ela tinha 1 ano e meio e, quando seu pai mais tarde se casou novamente, ela ganhou uma meia-irmã. Brochu afirmou que ela tem um bom relacionamento com sua madrasta. Sua mãe é professora de violoncelo e seu pai trabalhou como motorista de táxi.
Enquanto andava de bicicleta, ela foi atingida por um caminhão e foi dito por seus médicos que para manter o joelho em boa forma ela não poderia mais correr ou dançar. Ela parou os dois e começou a fazer yoga e atuação. Em 2005, Brochu graduou-se no Conservatoire d'art dramatique em Montreal.
Alguns de seus mais proeminentes papéis de língua francesa incluem: Chloé em Inch'Allah, Rose em Café de Flore, Sara em Tom na Fazenda, e Stéphanie em Polytechnique.
Em 2013, ela se tornou conhecida por seu papel de língua inglesa como Delphine Cormier, uma cientista francesa e interesse amoroso de Cosima Niehaus, um dos muitos personagens interpretados por sua compatriota Tatiana Maslany na série de TV Orphan Black.
Em 2015, interpretou Aurora Luft no thriller de espionagem X Company da CBC Television.
Brochu atualmente interpreta Isabelle na série de comédia dramática Trop da CBC Television.
Brochu também tem uma carreira bem sucedida no canto. Ela lançou um dueto com Félix Dyotte intitulado 'C'est l'été, c'est l'été, c'est l'été' e o mais recente Je Cours, bem como um single intitulado 'Quoi' e em 2019 lançou seu primeiro álbum intitulado "Objets Perdus".

## Vida Pessoal
A cantora franco-canadense Xarah Dion é sua prima.
Evelyne era fumante, mas diz não fumar mais.
Em fevereiro de 2015, Brochu afirmou em uma entrevista que ela é feminista e que ela teve que se esforçar ao retratar Aurora Luft em X Company:
Houve um momento no Episódio 2 em X Company quando eu estava com [co-estrela Dustin Milligan], quando eu tenho que dar ordens, eu não quero fazer isso, e ele não quer que eu faça isso, e meu primeiro instinto, como uma mulher, era para ceder a ele. O diretor disse algo como, não, você é um sargento agora. Você tem que dar ordens. Você tem autoridade. Eu sou uma feminista, estamos em 2015.
Ela reside em Montréal, Québec e vivia tempo parcial em Toronto, Ontário, quando filmava Orphan Black e ainda passava tempo em Budapeste, Hungria, quando trabalhava em X-Company.
Durante a premiação Gala Québec Cinéma 2016 assumiu seu namoro com o médico Nicolas Schirmer (Nick). Em 21 de junho de 2018, Evelyne postou em seu Instagram uma foto junto do namorado anunciando sua gravidez. Laurier Schirmer-Brochu, nasceu no dia 6 de Outubro de 2018. Data do nascimento divulgado no instagram de Nick. No mês de agosto de 2020 ao fazer aparições em programas de TV, ela revelou estar grávida de gêmeos, um menino e uma menina.

## Filmografia

### Televisão
| Ano          | Título                      | Personagem        | Criador                            | Notas |
| ------------ | --------------------------- | ----------------- | ---------------------------------- | --- |
| 2008–2012    | The Promise (La Promesse)   | Mélanie Gauthier  | Martin Thibault                    | Novela |
| 2009         | Admit (Aveux)               | Jolianne Laplante | Claude Desrosiers                  | Série de TV (12 episódios)                                                                                 |
| 2010         | Mirador                     | Mylène Émard      | Louis Choquette                    | Série de TV (7 episódios)                                                                                  |
| 2013– 2017   | Orphan Black                | Delphine Cormier  | Graeme Manson John Fawcett         | Série de TV (23 episódios) Atriz recorrente nas temporadas 1 e 4; Elenco principal nas temporadas 2, 3 e 5 |
| 2014         | The Godmother (La Marraine) | Catherine/Valérie | Alain Desrochers                   | Séries+ five-part drama                                                                                    |
| 2015- 2017   | X Company                   | Aurora Luft       | Mark Ellis & Stephanie Morgenstern | Série de TV (28 episódios) 3 temporadas                                                                    |
| 2017-Present | Trop                        | Isabelle          | Marie-Andrée Labbé                 | Série de TV                                                                                                |

### Filmes
| Ano  | Título                                     | Personagem                 | Diretor                           | Notas |  |
| ---- | ------------------------------------------ | -------------------------- | --------------------------------- | --- |  |
| 2006 | Cheech                                     | Pharmacist                 | Patrice Sauvé                     | |  |
| 2008 | Father Talk (Dire sur mon père)            | Evelyne Beauregard-McClean | Gabrielle Tremblay                | Curta-metragem |  |
| 2009 | Polytechnique                              | Stéphanie                  | Denis Villeneuve                  | Screened at 2009 Cannes Film Festival |  |
| 2009 | Master Key (Grande Ourse)                  | Jézabel Garneau            | Patrice Sauvé                     | Sci-Fi |  |
| 2011 | Thrill of the Hills (Frisson des collines) | Hélène Paradis             | Richard Roy                       | Screened at Schlingel Film Festival |  |
| 2011 | Café de Flore                              | Rose                       | Jean-Marc Vallée                  | Screened at the 68th Venice International Film Festival |  |
| 2012 | The Apartment (L'Appartement)              |                            | Michel Lam                        | Curta-metragem alongside Julie Le Breton |  |
| 2012 | Inch'Allah                                 | Chloé                      | Anaïs Barbeau-Lavalette           | Screened at 2012 Toronto International Film Festival Nominated—1st Canadian Screen Awards as Best Lead Actress |  |
| 2012 | La Trappe                                  |                            | Sophie B. Jacques                 | Curta-metragem |  |
| 2013 | Evelyne's World                            | Evelyne                    | Benjamin Lebus Sebastian de Souza | Curta metragem filmado na Hungria |  |
| 2013 | UNTTLD Sun                                 |                            | Dominique Loubier                 | Short Fashion film for Canadian brand UNTTLD S/S 2013 |  |
| 2013 | Tom at the Farm (Tom à la ferme)           | Sara                       | Xavier Dolan                      | In competition at the 70th Venice International Film Festival Screened at 2013 Toronto International Film Festival Nominated – Academy of Canadian Cinema and Television Award for Best Performance by an Actress in a Supporting Role |  |
| 2013 | Quelqu'un d'extraordinaire                 |                            | Monia Chokri                      | Curta-metragem alongside Laurence Leboeuf |  |
| 2014 | UNTTLD Soul                                |                            | Dominique Loubier                 | |  |
| 2014 | The Nest                                   | Celestine                  | David Cronenberg                  | Curta-metragem working as a trailer for Cronenberg's book "Consumed" |  |
| 2014 | Pawn Sacrifice                             | Donna                      | Edward Zwick                      | |  |
| 2015 | The Wolves (Les Loups)                     | Elie                       | Sophie Deraspe                    | Shot in Magdalen Islands |  |
| 2016 | Miséricorde                                | Mary Ann                   | Nicolas Comeau                    | Pós-produção, Switzerland-Québec production |  |
| 2016 | Tonic Immobility (Le Passé Devant Nous)    | Alice                      | Nathalie Teirlinck                | Screened at 2016 Film Festival Oostende |  |
| 2016 | Rememory                                   | Wendy                      | Mark Palansky                     | |  |

### Teatro
| Ano  | Título                    | Papel                | Diretor                             | Teatro                     |
| ---- | ------------------------- | -------------------- | ----------------------------------- | -------------------------- |
| 2006 | Uncle's Dream             | Farpoukhina          | Igor Ovadis                         | Dubunker                   |
| 2007 | Arabian Night             | Vanina               | Théodor Cristian Popescu            | Théâtre de Quat'Sous       |
| 2007 | Sacred family             | Mylène               | Michel Poirier                      | Beaumont Theatre St Michel |
| 2008 | The Lion in Winter        | Alix                 | Daniel Roussel                      | Jean Duceppe Company       |
| 2009 | Wake up and sing!         | Hennie               | Luce Pelletier                      | Théâtre de l'Opsis         |
| 2009 | Room(s)                   | Evelyne Brochu       | Éric Jean                           | Théâtre de Quat'Sous       |
| 2011 | Tom à la Ferme            | Sara                 | Claude Poissant                     | Théâtre d'Aujourd'Hui      |
| 2014 | Comment s'occuper de bébé | Donna                | Sylvain Bélanger                    | Théâtre la Licorne         |
| 2018 | L'ldiot                   | Nastasia Philippovna | d'ÉTIENNE LEPAGE et CATHERINE VIDAL | Théâtre du Nouveau Monde   |

## Música

### Faixas
| Ano  | Álbum                                 | Faixa                                 | Vocal                        | Composição                                                                | Duração |
| ---- | ------------------------------------- | ------------------------------------- | ---------------------------- | ------------------------------------------------------------------------- | ------- |
| 2015 | Courir Dans le Noir                   | Bord de Mer                           | Gustafson, Evelyne Brochu    | Gustafson                                                                 | 3:25    |
| 2016 | 12 Belles Dans la Peau                | Quoi                                  | Evelyne Brochu               | Maurizio De Angelis, Guido De Angelis, Serge Gainsbourg, Cesare De Natale | 4:08    |
| 2016 | C'est l'éte, C'est l'éte, C'est l'éte | C'est l'éte, C'est l'éte, C'est l'éte | Félix Dyotte, Evelyne Brochu | Félix Dyotte, Evelyne Brochu                                              | 2:58    |
| 2017 | Politeses                             | Je cours                              | Félix Dyotte, Evelyne Brochu | Félix Dyotte                                                              | 3:10    |
| 2019 | Objets Perdus                         | Maintenant ou Jamais                  | Evelyne Brochu               | Félix Dyotte                                                              | 3:24    |
| 2019 | Objets Perdus                         | Sept Jours Exactement                 | Evelyne Brochu               | Evelyne Brochu, Félix Dyotte                                              | 3:19    |
| 2019 | Objets Perdus                         | Copie Carbone                         | Evelyne Brochu               | Félix Dyotte                                                              | 3:48    |
| 2019 | Objets Perdus                         | Difficile                             | Evelyne Brochu               | Félix Dyotte, Jason Kent                                                  | 3:34    |
| 2019 | Objets Perdus                         | Désabusée                             | Evelyne Brochu               | Félix Dyotte                                                              | 3:49    |
| 2019 | Objets Perdus                         | Le Désordre de ta Chambre             | Evelyne Brochu               | Félix Dyotte, Pierre Lapointe                                             | 4:06    |
| 2019 | Objets Perdus                         | Devant la Nuit Qui Tombe              | Evelyne Brochu               | Félix Dyotte                                                              | 3:25    |
| 2019 | Objets Perdus                         | Escale à Madrid                       | Evelyne Brochu               | Félix Dyotte, Evelyne Brochu                                              | 3:40    |
| 2019 | Objets Perdus                         | Flashback Adolecent                   | Evelyne Brochu               | Félix Dyotte                                                              | 2:13    |
| 2019 | Objets Perdus                         | Poisson d'eau Douce                   | Evelyne Brochu               | Félix Dyotte, Jeanne Joly                                                 | 2:41    |
| 2019 | Objets Perdus                         | Six Mois                              | Evelyne Brochu               | Félix Dyotte, Jeanne Joly                                                 | 3:36    |

### Videoclipes
| Lançamento | Música                                | Vocal                        |
| ---------- | ------------------------------------- | ---------------------------- |
| 21/07/2019 | C'est l'été, C'est l'été, C'est l'été | Félix Dyotte, Evelyne Brochu |
| 19/09/2017 | Je Cours                              | Félix Dyotte, Evelyne Brochu |
| 25/04/2019 | Maintenant ou Jamais                  | Evelyne Brochu               |
| 22/08/2019 | Escale à Madrid                       | Evelyne Brochu               |
| 21/01/2020 | Difficile                             | Evelyne Brochu               |

## Prêmios e Indicações
| Ano  | Prêmio                              | Categoria                | Trabalho             | Resultado |
| ---- | ----------------------------------- | ------------------------ | -------------------- | --------- |
| 2010 | Prix Gémeaux                        | Melhor Atriz Coadjuvante | Aveux                | Indicada  |
| 2012 | Prix Gémeaux                        | Melhor Atriz Principal   | La Promesse          | Venceu    |
| 2013 | Canadian Screen Award               | Melhor Atriz Principal   | Inch'Allah           | Indicada  |
| 2014 | Canadian Screen Award               | Melhor Atriz Coadjuvante | Tom at the Farm      | Indicada  |
| 2014 | Prix Gémeaux                        | Melhor Atriz Coadjuvante | La Marraine          | Indicada  |
| 2015 | Jutra Award                         | Melhor Atriz Coadjuvante | Tom at the Farm      | Indicada  |
| 2017 | Tiburon International Film Festival | Melhor Atriz Principal   | Le Passé Devant Nous | Venceu    |
| 2017 | Hamilton Film Festival              | Melhor Atriz Principal   | Le Passé Devant Nous | Venceu    |